# Милош Вукасовић
Милош Вукасовић (шп. Miguel Vucassovich; Дражин Врт, 1842 — Буенос Ајрес, 1908) био је српски поморац, бродовласник и конструктор бродова који је емигрирао у Аргентину.

## Биографија

### Детињство и младост
Милош Вукасовић је рођен 1842. године у селу Дражин Врт, Бока Которска, тадашње Аустријско царство. Основну школу је завршио у свом родном месту, а поморске у Прчњу и Трсту. Више трговачке школе завршио је у Падови, где се упознао са модерним сликарством за које је имао доста талента, као и са техничким цртањем што је био основ за његову каснију каријеру конструктора бродова и поморског архитекте. Попут својих предака и Вукасовић је почео каријеру поморца на бокељским једрењацима где је врло рано, чак пре него што је напунио 20 година, постао капетан.

### Одлазак у Аргентину
Око 1865. године је отишао у Аргентину јер није хтео пловити под аустријском заставом. У време његовог доласка морнарица Аргентине је била тек у зачетку. Он је 1870. године у Буенос Ајресу основао паробродарско друштво "La Platense" које је дуги низ година било најјаче паробродарско друштво унутрашње пловидбе у Јужној Америци. На врхунцу моћи, друштво је располагало са укупно 118 бродова. Због јаке конкуренције бродови овог друштва су продати 1894. године. Такође, је био и сувласник велике поморске компаније "Vucassovich y Onetto" у чијем је власништву било око 120 бродова разних величина и намена. Након његове смрти компанијом су наставили да руководе потомци и угашена је 1937. године поделом имовине када ју је преузео његов пословни партнер Херонимо Онето.

### Конструктор бродова
Након пропасти компаније коју је основао, Вукасовић се у потпуности окреће научном раду и од тада па до смрти се бави конструисањем нових теретних и путничких пароброда за аргентинску трговачку морнарицу, али и неких ратних бродова. У том периоду готово сви најбољи аргентински трговачки, као и неки ратни бродови, грађени су по нацртима и упутима Вукасовића. Његове конструкције и нацрти бродова уврстиле су га у ред најцењенијих и најбољих поморских архитеката тог времена. Међу бродовима које је конструисао истичу се путнички бродови "Minerva" и "Apolo", затим "Eolo" и "Venus" наменски грађени за међународну линију од Буенос Ајреса до Монтевидеа, теретни бродови "Demostenes" и "Pitagoras" као и многи други.

### Смрт
Крајем 1908. године, изненада је преминуо од срчаног удара. Вест о његовој смрти су објавиле многе новине и светске агенције. Водећи аргентински лист "La Nacion" донео је опширан некролог посвећен њему где га је уредник листа описао као "препородитеља трговине у Аргентини". Велика поворка од неколико хиљада људи предвођена тадашњим министром трговине је на последњи починак испраћала Милоша Вукасовића, великана новије поморске историје Аргентине. Говорећи над његовом одром, министар је за Вукасовића рекао да је "једини Европљанин који је у овом времену силно задужио Републику Аргентину". Сахрањен је на гробљу "Rekoletu" у Буенос Ајресу, у породичној гробници фамилије Сивиори, моћне трговачке породице којој је припадала његова супруга.

## Почасни конзул
Никада није заборављао свој родни крај, код њега су увек налазили посао емигранти из Боке, Црне Горе, Далмације и Херцеговине који су се масовно селили у Јужну Америку. Због таквог његовог пожртвованог друштвеног ангажмана именован је за почасног конзула Русије и Црне Горе у Аргентини. Приликом посете Црној Гори 1906. године, књаз Никола му је био понудио место министра спољних послова Црне Горе, али је он то одбио, образлажући своју одлуку чињеницом да су му породица и разни започети послови у Аргентини и да је немогуће да све то остави. Интензивно је радио на повећању трговинске размене Аргентине и Русије, због чега је од руског цара одликован орденом Св. Станислава.
Од пресудног значаја је било његово учешће у оснивању и градњи прве православне цркве у Латинској Америци. Одбор који је преко генералног конзула Русије упутио молбу руском цару Александру III за слање једног православног свештеника у Буенос Ајрес, био је сачињен од српских и грчких исељеника. Молба је послата 1887. године и потписали су је Милош Вукасовић, капетан Јован Вукасовић, Никола Црногорчевић, капетан Александар Видовић, Ђорђе и Никола Бакмаз, капетан Марко Вукасовић, капетан Божо Вукасовић, капетан Шпиро Радуловић, Мило Злоковић и Шпиро Јакшић. Цар Александар III је потписао указ којим је ударио темеље прве православне цркве Свете Тројице која је освештена 1901. године уз присуство тадашњег председника Аргентине.